# Charles Lacoste
Pour les articles homonymes, voir Lacoste.
Charles Lacoste, né le 3 mars 1870 à Floirac et mort le 1er mars 1959 à Paris, est un peintre français.

## Biographie
Fils d'un comptable bordelais et d'une mère créole, il rencontre dès le lycée le futur poète Francis Jammes et Gabriel Frizeau grand collectionneur de Odilon Redon, Eugène Carrière, Monticelli,  Rouault mais aussi de Paul Gauguin avec D'où venons-nous ? Que sommes-nous ? Où allons-nous ? Sa formation est celle d'un autodidacte, de 1894 à 1897 il fait plusieurs rencontres importantes : André Gide, Arthur Fontaine, les frères Rouart et le compositeur Henri Duparc. 
De fréquents séjours à Londres marqueront sa vision de la nature d'une mélancolie brumeuse. Refusé à la Société des amis des Arts de Bordeaux, il apparaît en public en 1898 au Salon de La Plume, revue qui vient de publier son article « La Simplicité en peinture » puis expose en octobre au Salon des Cent. Il s'installe à Paris et de 1901 à 1914 il expose aux Indépendants. Membre fondateur du Salon d'automne, il expose également au Salon de la Libre Esthétique à Bruxelles en 1907 et Salon de la Toison d'Or de Moscou en 1908.
Par un procédé de simplification et une sorte de naïveté voulue, Lacoste, fidèle à la tendance idéaliste, trouve des sujets d'émerveillement ou de rêverie parfois inquiétante dans les atmosphères brumeuses et hivernales qui permettent à l'artiste de simplifier les formes réduites à des formes indécises et de transfigurer la réalité quotidienne.
Charles Lacoste a vécu à Monein, puis à Pardies, où une rue et l'école primaire communale portent son nom. Il est inhumé au cimetière de Pardies. Une statue en bronze, due au sculpteur Nicolas Kennett et représentant Charles Lacoste, orne la place Carreño à Pardies depuis 1992.

## Œuvres
- Avril à Saint-Cloud, huile sur toile marouflée sur chêne, 73,5 cm de haut × 1,15 m de long, musée Léon-Dierx.
- Le Pont de pierre sous la pluie en 1893.
- Marronniers en fleurs à Paris, 1900, huile sur carton, 69,5 x 100 cm, musée des Beaux-Arts de Brest[6].
- Ciel pommelé sur la ville, 1903, huile sur toile, 54 x 43 cm, musée des Beaux-Arts de Brest[7].
- Soleil de fin d'hiver dans les quartiers neufs de Paris, 1905, huile sur toile, 67 x 92 cm, dépôt du musée d'Art Moderne, Gray (Haute-Saône), musée Baron-Martin.
- Étude de nuages, huile sur toile, 1897, 27 x 41 cm, Musée de Dieppe, Dieppe
- Gouffre - Falaises d'Obeval, huile sur toile, 1902, 92.5 x 67.5 cm, Musée de Dieppe, Dieppe

Certains de ses tableaux, dont Le Pont de pierre sous la pluie, sont exposés, en été 2020, lors de l'exposition Nuits électriques au Muma-Musée d'art moderne André-Malraux du Havre.